# Девід Лін
Сер Девід Лін (англ. David Lean; 25 березня 1908, Кройдон — 16 квітня 1991, Лондон) — британський кінорежисер. Входить у десятку режисерів світового кіно за результатами опитування сучасних режисерів Британським інститутом кіномистецтв.
Отримав два «Оскари» як найкращий режисер.

## Фільмографія
- 1942 — В якому ми служимо / In Which We Serve
- 1944 — Цей щасливий народ / This Happy Breed
- 1945 — Веселий дух / Blithe Spirit
- 1945 — Коротка зустріч / Brief Encounter
- 1946 — Великі надії / Great Expectations
- 1948 — Олівер Твіст / Oliver Twist
- 1949 — Пристрасна дружба / The Passionate Friends
- 1950 — Мадлен / Madeleine
- 1952 — Звуковий бар'єр / The Sound Barrier
- 1954 — Вибір Гобсона / Hobson's Choice
- 1955 — Літо / Summertime
- 1957 — Міст через річку Квай / The Bridge on the River Kwai
- 1962 — Лоуренс Аравійський / Lawrence of Arabia
- 1965 — Доктор Живаго / Doctor Zhivago
- 1965 — Найвеличніша з розказаних історій / The Greatest Story Ever Told
- 1970 — Донька Раяна / Ryan's Daughter
- 1984 — Поїздка до Індії / A Passage to India

## Виноски
1. 1 2  Deutsche Nationalbibliothek Record #118779087 // Gemeinsame Normdatei — 2012—2016.
2. 1 2  Bibliothèque nationale de France BNF: платформа відкритих даних — 2011.
3. 1 2 3  Oxford Dictionary of National Biography / C. Matthew — Oxford: OUP, 2004.
4. ↑  Find a Grave — 1996.
5. 1 2 3 4 5  BFI Film & TV Database
6. ↑  BFI: The Directors' Top Ten Directors [Архівовано 2012-05-17 у Wayback Machine.](англ.)
7. ↑  Lutz D. Schmadel. Dictionary of Minor Planet Names. — 5-th Edition. — Berlin, Heidelberg : Springer-Verlag, 2003. — 992 (XVI) с. — ISBN 3-540-00238-3.

| Кінематографіст | Це незавершена стаття про кінематографіста чи кінематографістку. Ви можете допомогти проєкту, виправивши або дописавши її. |